# Église Saint-Étienne-du-Port de Niort
L'église Saint-Étienne-du-Port de Niort est une église située dans la ville de Niort dans le département des Deux-Sèvres en France.
C'est l'une des plus grandes églises de la ville. Elle est inscrite aux monuments historiques depuis 2008.

## Historique
La construction dans un style néo-gothique a commencé en 1893 et s'est terminée en 1902 pour un coût de 300 000 francs-or.
L'architecte est Alcide Boutaud.

## Dimensions
Les dimensions de l'édifice sont les suivantes :
- Hauteur sous clef de voûte : 26,2 m

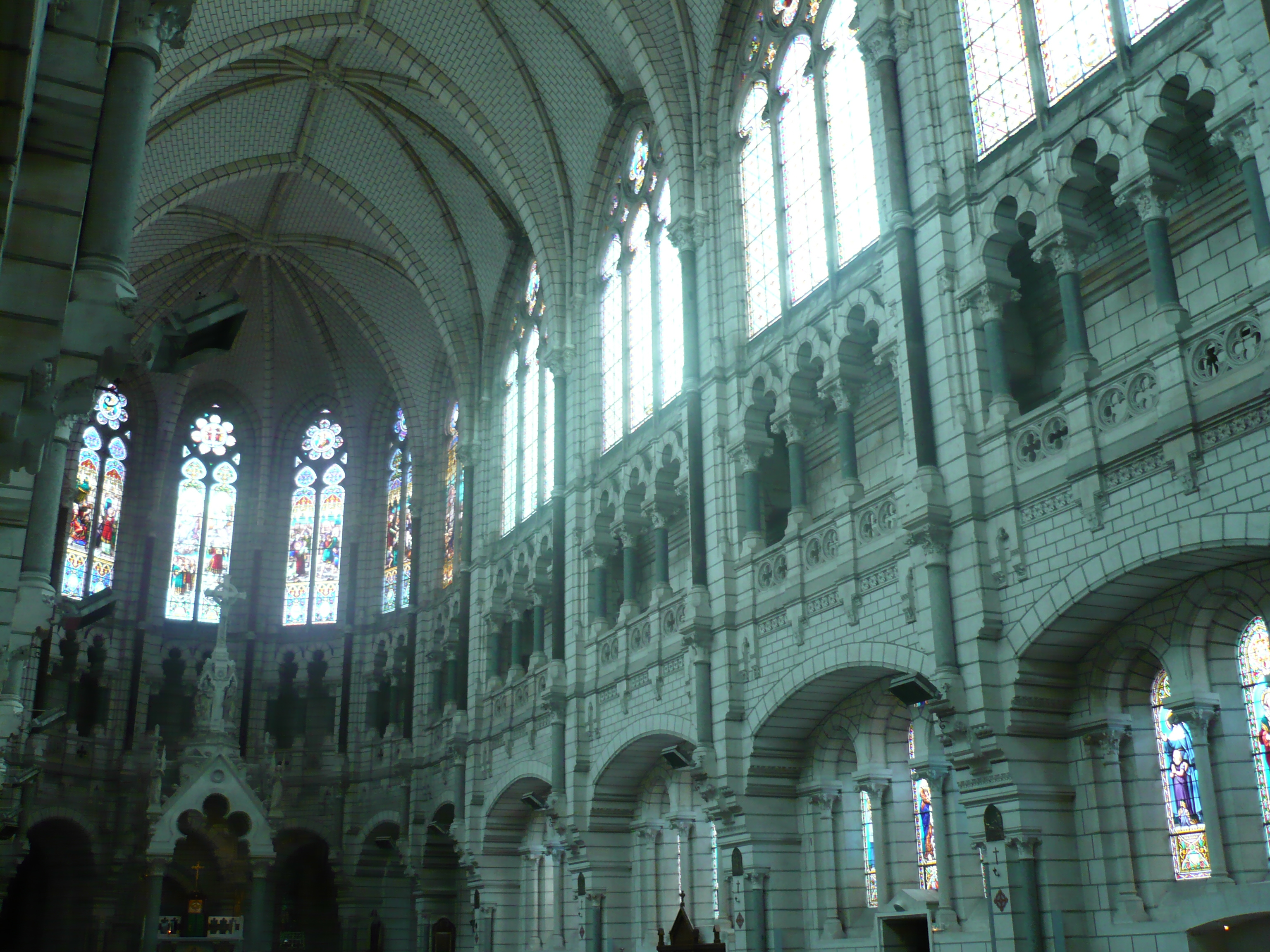
Intérieur de l'église.

- Longueur : 78,5 m
- Hauteur du beffroi : 42,5 m
- Largeur : 15 m

## Les cloches
Dans le clocher, la chambre des cloches (164 marches) abrite une sonnerie de trois cloches de volée fondues en 1902 par Georges Bollée, fondeur à Orléans. Ces cloches furent bénites le 19 mars de la même année.
- Marie-Madeleine-Gabrielle : Fa 3 - 880 kg

- Marie-Mathilde-Marthe-Léonie : Sol 3 - 610 kg

- Eustelle-Louise-Andrée-Etiennette : La 3 - 430 kg